# Пятилетка (Тарский район)
Пятилетка  — посёлок в Тарском районе Омской области, входит в состав Пологрудовского сельского поселения.

## История
Носит посёлок название Пятилетние планы развития народного хозяйства СССР («Пятилетка»), период, на который осуществлялось централизованное планирование советской экономики.

## География
Посёлок расположен на северо-востоке Омской области, на берегу р. Иртыш, у устья реки Прямая. Примыкает к северной окраине села Пологрудово, административному центру сельского поселения. Уличная сеть состоит из трёх географических объектов: Школьный пер., ул. Интернациональная и ул. Кедровая.
Абсолютная высота 64 метров над уровня моря
.
Географическое положение
Расстояние до
районного центра Тара: 30 км.
областного центра Омск: 242 км.
Ближайшие населённые пункты
Пологрудово 2 км, Максима Горького 5 км, Мамешево 5 км, Калинина 8 км, Бутаково 9 км, Тимирка 9 км, Себеляково 10 км, Киселево 12 км, Курманово 12 км, Малая Кова 13 км, Крапивка 14 км, Юрлагино 15 км, Сеитово 16 км, Усюльтан 16 км, Ишеево 16 км, Копейкино 16 км, Атирка 16 км, Знаменское 17 км, Качуково 17 км, Заготзерно 17 км, Калашниково 18 км.

## Население
| 2002 | 2010 |
| ---- | ---- |
| 257  | ↘212 |

## Инфраструктура
Основные инфраструктурные объекты действуют в селе Пологрудово: МОУ «Пологрудовская средняя общеобразовательная школа», отделение почты (Советская ул., 19), паромная переправа.

## Транспорт
Водный и автомобильный транспорт.
Просёлочные дороги.